# McCausland
McCausland és una població dels Estats Units a l'estat d'Iowa. Segons el cens del 2000 tenia 299 habitants.

## Demografia
Segons el cens del 2000, McCausland tenia 299 habitants, 117 habitatges, i 84 famílies. La densitat de població era de 217,8 habitants/km².
Dels 117 habitatges en un 36,8% hi vivien nens de menys de 18 anys, en un 62,4% hi vivien parelles casades, en un 6,8% dones solteres, i en un 27,4% no eren unitats familiars. En el 23,9% dels habitatges hi vivien persones soles l'11,1% de les quals corresponia a persones de 65 anys o més que vivien soles. El nombre mitjà de persones vivint en cada habitatge era de 2,56 i el nombre mitjà de persones que vivien en cada família era de 3,06.
Per edats la població es repartia de la següent manera: un 25,4% tenia menys de 18 anys, un 9% entre 18 i 24, un 31,1% entre 25 i 44, un 24,4% de 45 a 60 i un 10% 65 anys o més.
L'edat mediana era de 34 anys. Per cada 100 dones de 18 o més anys hi havia 99,1 homes.
La renda mediana per habitatge era de 34.531 $ i la renda mediana per família de 40.313 $. Els homes tenien una renda mediana de 26.667 $ mentre que les dones 24.688 $. La renda per capita de la població era de 22.426 $. Entorn de l'1,4% de les famílies i el 6,3% de la població estaven per davall del llindar de pobresa.

## Poblacions més properes
El següent diagrama mostra les poblacions més properes.